# Police Quest: SWAT
Police Quest: SWAT, conocido también como Daryl F. Gates' Police Quest: SWAT o Police Quest 5: SWAT, es un videojuego de aventura gráfica educativo de 1995, desarrollado y distribuido por Sierra On-Line para DOS, Microsoft Windows y Mac OS. Es la quinta entrega en la serie Police Quest y la primera entrega en la subserie SWAT. El juego sigue la historia del equipo SWAT del Departamento de Policía de Los Ángeles (LAPD) mientras entrenan para controlar incidentes criminales de alto riesgo a lo largo de Los Ángeles.
Police Quest: SWAT ha recibido reseñas negativas de parte de los críticos, pero fue un éxito comercial, cuyas ventas han superado el millón de unidades en marzo del 2000. Una secuela, Police Quest: SWAT 2, fue lanzada en 1998. El juego ha sido relanzado digitalmente por medio de GOG.com y Steam.

## Jugabilidad
Police Quest: SWAT cuenta la historia de los miembros de una unidad táctica de la policía. El juego es presentado por medio de videos interactivos. La jugabilidad es en gran parte point-and-click. El jugador podrá usar la radio LASH de su personaje para realizar comandos o pedir ayuda utilizando verbos y sustantivos. El jugador también posee un inventario donde guarda sus armas y su equipamiento.
La gran mayoría del juego consiste en ejercicios de entrenamiento y clases en la academia de policía de Los Ángeles en Elysian Park, sirviendo para educar al jugador en las tácticas policiales y el conocimiento necesario durante las misiones. Solo existen tres misiones en el juego, que serán desbloqueadas a medida que el jugador progrese por el entrenamiento. Para proporcionar valor de rejugabilidad, las misiones son largas y vienen con muchas variaciones; por ejemplo, un sospechoso podría emboscar al jugador en una partida, pero podría intentar esconderse la próxima vez que se vuelva a jugar. En la última misión, el jugador recibirá un rol que haya escogido durante el entrenamiento: líder, que le permite al jugador realizar comandos y dirigir al equipo, así el jugador podrá cubrir al resto del equipo, pero deberá tener en cuenta los efectos de viento aleatorios.
Como es de costumbre en la serie de Police Quest, seguir órdenes, la política policial, las reglas de los enfrentamientos, y el realismo son factores críticos en la jugabilidad. Lo que es más importante, se aconseja al equipo SWAT que arreste a los sospechosos con vida en lugar de matarlos, a menos que el sospechoso esté tratando de herirlos a ellos o a otros. En algunas variaciones de las misiones, el jugador deberá negociar con un sospechoso peligroso para reducir una amenaza, incluso cuando el tiroteo fuera justificable. Las acciones contrarias a estas pueden resultar en reprimendas, consecuencias negativas, o un game over.

## Trama
El personaje del jugador, «SWAT Pup», se une al pelotón D de la división metropolitana de la LAPD, SWAT. Pup es presentado a los demás miembros del equipo, entrena con el equipamiento del SWAT, y asiste a las conferencias tácticas.
Tras un entrenamiento introductorio, SWAT es desplegado para aprehender a Lucy Long, una mujer mentalmente inestable, quien se ha atrincherado en la casa de su familia al norte de Hollywood con una pistola. Long cree que los oficiales afuera son pandilleros tratando de matarla. El equipo tiene la tarea de obligarla a salir y rendirse; Long puede ser arrestada, asesinada, puede matar a un oficial, o suicidarse.
Después, SWAT es desplegado para aprehender a un ladrón armado en un depósito en el centro de Los Ángeles. El ladrón le dispara a un oficial investigando el edificio, y puede tomar de rehén al empleado del depósito, Héctor Martínez. El equipo investiga el edificio metódicamente para encontrar al ladrón; el ladrón podrá ser arrestado, asesinado, o podrá matar a un oficial, y Martínez podrá ser rescatado, asesinado, o ni siquiera estar presente.
Finalmente, tras un entrenamiento exhaustivo, el SWAT es desplegado para detener un ataque terrorista en las oficinas de Eastman Enterprises, una productora de plástico y contratista gubernamental al sudeste de Los Ángeles. El dueño, Mr. Eastman, ha sufrido protestas y amenazas por sus conexiones con el complejo industrial militar. SWAT Pup es asignado a un rol y el equipo es desplegado para vencer a los terroristas y desarmar la bomba; los terroristas pueden ser arrestados, asesinados, pueden matar a un oficial, o activar la bomba con éxito.

## Desarrollo
Police Quest: SWAT está hecho en Sierra Creative Interpreter 2, utilizado en el juego previo de Police Quest, Open Season, y otros juegos de aventuras de la época como Phantasmagoria y Gabriel Knight 2. Utiliza una interfaz de un solo cursor de manera similar a los otros juegos de SCI2, como King's Quest VII. El juego utiliza mucha de la misma tecnología de Open Season: la mayor parte de los fondos son fotografías escaneadas con actores delante de una pantalla verde (con sprites utilizados en muchos lugares), pero con un mayor uso de videos.
El juego está listado como Police Quest 5 (PQ5) en los nombres de los archivos, la carpeta, los créditos, y como parte de la lista de la segunda colección de Police Quest; sin embargo, el número no aparece en el juego.

## Lanzamiento
Police Quest: SWAT fue lanzado el 30 de septiembre de 1995 en Norteamérica. Debido a la cantidad de información requerida para los videos, el juego fue grabado en cuatro CD-ROM.
Ediciones digitales de Police Quest: SWAT fueron lanzadas en GOG.com en la Police Quest Collection Series (junto a los primeros cuatro juegos de la serie), en el SWAT Career Pack (junto a los seis juegos de Police Quest), en Police Quest: SWAT Force (los dos juegos de SWAT), y posteriormente en Police Quest: SWAT Generation (con SWAT 2 y SWAT 3), y en Police Quest: SWAT 1 y 2. El juego fue relanzado en Steam en 2016.

## Recepción
Un analista de Next Generation criticó las instrucciones de las misiones como demasiado ambiguas, a veces haciendo que el jugador reciba reprimendas, aun después de aparentemente haber seguido las órdenes correctamente. Aclamó la gran cantidad de contenido, el valor educativo y el audio digitalizado, pero puntuó al juego con dos de cinco estrellas, concluyendo que «este es un intento decente de simulación de policía, pero tu falta de control deja mucho que desear».
PC Zone le dio al juego una clasificación de «Recomendado», y un escritor de la revista lo llamó «diversión policiaca pistolera».

### Ventas
De acuerdo con Sierra On-Line, las ventas combinadas de la serie de Police Quest—incluyendo a Police Quest: SWAT—sobrepasaron las 1,2 millones de unidades para finales de marzo de 1996. Police Quest: SWAT fue un éxito comercial; Jim Napier de SWAT 3 escribió posteriormente que «solo recibió reseñas marginales, [... pero] vendió como loco». Entre enero y julio de 1998, vendió 152.425 copias y ganó $1.622.405 en los Estados Unidos. Sus ventas de aquel año alcanzaron un total de 253.128 unidades, dándoles una ganancia de $2,73 millones e hicieron de SWAT el 17.º juego del país más vendido del año. Las ventas totales del juego superaron el millón de copias para marzo del 2000.